# Patrick T. Caffery

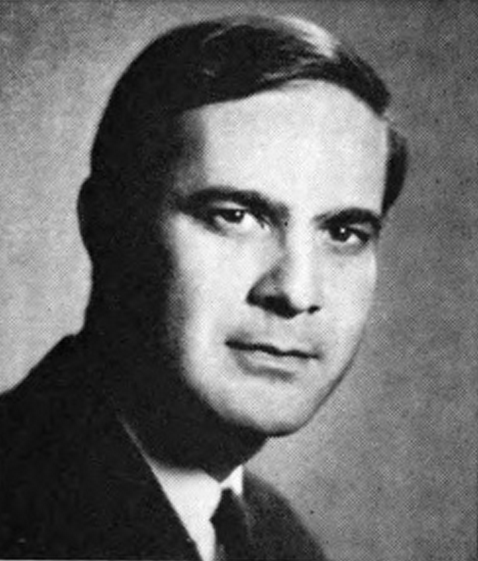
Patrick T. Caffery

Patrick Thomas Caffery (* 6. Juli 1932 bei Franklin, St. Mary Parish, Louisiana; † 17. Dezember 2013 in New Iberia, Louisiana) war ein US-amerikanischer Politiker. Zwischen 1969 und 1973 vertrat er den Bundesstaat Louisiana im US-Repräsentantenhaus.

## Werdegang
Patrick Caffery war der Enkel von Donelson Caffery (1835–1906), der den Staat Louisiana zwischen 1893 und 1901 im US-Senat vertreten hatte. Er besuchte die öffentlichen Schulen seiner Heimat und studierte danach an der University of Southwestern Louisiana. Nach einem anschließenden Jurastudium an der Louisiana State University und seiner im Jahr 1956 erfolgten Zulassung als Rechtsanwalt begann er in New Iberia in diesem Beruf zu arbeiten. In den Jahren 1955 und 1956 war er auch an der Herausgabe der Zeitung „Louisiana Law Review“ beteiligt.
Politisch schloss sich Caffery der Demokratischen Partei an. Zwischen 1958 und 1962 war er stellvertretender Bezirksstaatsanwalt im 16. Gerichtsbezirk seines Staates. Von 1964 bis 1968 saß er als Abgeordneter im Repräsentantenhaus von Louisiana. Bei den Kongresswahlen des Jahres 1968 wurde er im dritten Wahlbezirk von Louisiana in das US-Repräsentantenhaus in Washington, D.C. gewählt, wo er am 3. Januar 1969 die Nachfolge von Edwin E. Willis antrat, den er in der Primary geschlagen hatte. Nach einer Wiederwahl im Jahr 1970 konnte er bis zum 3. Januar 1973 zwei Legislaturperioden im Kongress absolvieren.
1972 verzichtete Patrick Caffery auf eine erneute Kongresskandidatur. In den folgenden Jahren arbeitete er wieder als Anwalt in New Iberia.